# Mikayıl Abdullayev
Mikayıl Huseyn oglu Abdullayev (Baku, 19 dicembre 1921 – Baku, 22 agosto 2002) è stato un pittore azero. Creatore di una serie di dipinti intitolata "Attraverso l'India", è stato insignito del titolo di Artista del Popolo dell'Unione Sovietica nel 1963.

## Biografia
Abdullayev fu allievo della Scuola di pittura azera Azimzadeh (1939) e dell'Istituto statale di Pittura di Mosca (1949). Dal 1956 al 1971, ebbe modo di viaggiare in numerosi paesi come India, Ungheria, Polonia e Italia dove dipinse sia gente comune che ritratti di pittori famosi come Renato Guttuso, Giacomo Manzù e Zsigmond Kisfaludi Strobl. Fra i ritratti di persone azere, ci sono Üzeyir Hacıbəyov, Samad Vurgun, Mirzə Fətəli Axundov, Farhad Badalbeyli. I dipinti di Abdullayev furono esposti a Parigi, Londra, Berlino, Montréal, Praga, Budapest, Belgrado, Sofia, Varsavia, Bruxelles e Il Cairo.
È comparso in vari film, tra cui un film biografico sulla sua vita del 1972.

## Opere maggiori
- 1947 – Una sera
- 1948 – Luci di Mingachevir
- 1951 – Costruttori di felicità
- 1956 – Sevinj
- 1963-65 – Sui campi dell'Azerbaigian
- 1964 – Sull'Absheron
- 1982 – Ragazze di Khachmaz